# Подгорный, Николай Викторович
Никола́й Ви́кторович Подго́рный (5 (18) февраля 1906 года, м. Карловка Полтавской губернии — 11 января 1983 года, Москва) — советский партийный и государственный деятель, Председатель Президиума Верховного Совета СССР (1965—1977), член Политбюро (1960—1977, кандидат с 1958), секретарь ЦК КПСС (1963—1965). В 1957—1963 годах первый секретарь ЦК КП Украины.
Член ЦК КПСС (1956—1981). Депутат Верховного Совета СССР (1954—1979). Дважды Герой Социалистического Труда (1963, 1973).

## Биография
Родился 5 (18) февраля 1906 года в местечке Карловка Константиноградского уезда Полтавской губернии Российской империи, в семье рабочего-литейщика. Украинец.
В 1917 году начал трудовую деятельность учеником слесаря, затем стал слесарем Главных ремонтно-механических мастерских в Карловке, был одним из организаторов создания местной комсомольской организации.
В 1921—1923 годах — секретарь Карловского райкома комсомола.
В 1923—1926 годах учился на рабфаке Киевского политехнического института.
В 1931 году окончил Киевский технологический институт пищевой промышленности.
Член ВКП(б) с 1930 года.
После работал на предприятиях сахарной промышленности: в 1931—1933 годах — старший помощник главного инженера Андрушёвского сахарного завода в Житомирской области; в 1933—1935 годах — заместитель главного инженера Монастырищенского сахарного завода в Киевской области; в 1935—1937 годах — главный инженер Кожанского сахарного завода в Киевской области.
В 1937—1939 годах — заместитель главного инженера Винницкого облсахаротреста, а затем — главный инженер Каменец-Подольского областного треста сахарной промышленности.
В 1939—1940 годах — заместитель наркома пищевой промышленности УССР, в 1940—1942 годах — заместитель Наркома пищевой промышленности СССР. Освобождён от должности по указанию А. И. Микояна за ложный доклад о выполнении его поручения — личного наблюдения за эвакуацией сахарного завода в прифронтовой области.
В 1942—1944 годах — директор Московского технологического института пищевой промышленности.
В 1944—1946 годах — вновь заместитель наркома пищевой промышленности УССР. В 1946—1950 годах — постоянный представитель Совета Министров УССР при Совете Министров СССР.
В 1950—1953 годах — первый секретарь Харьковского обкома КП Украины.
В 1952—1956 годах — член Центральной ревизионной комиссии КПСС.
В 1953—1957 годах — второй секретарь ЦК КП Украины, в 1957—1963 годах — первый секретарь ЦК КП Украины.
С 21 июня 1963 по 6 декабря 1965 года — секретарь ЦК КПСС, занимался лёгкой промышленностью.
Вот товарищ Подгорный. Мы его вытащили в Москву на большую должность, а он как был сахарным инженером, так им и остался.Н. С. Хрущёв
Был одним из главных организаторов смещения Хрущёва на Пленуме ЦК КПСС в октябре 1964 года. (По утверждению Леонида Замятина: «Основным претендентом и организатором заговора против Хрущева был Подгорный, который создавал эту группу и который искал власти».) В период коллективного руководства до консолидации властной позиции Брежнева Подгорный был одним из наиболее влиятельных членов Политбюро наряду с А. Н. Косыгиным.

### «Президент СССР»
С 9 декабря 1965 по 16 июня 1977 года — Председатель Президиума Верховного Совета СССР (избран VII сессией Верховного Совета СССР VI созыва взамен А. И. Микояна).
Полномочия Верховного Совета и его Президиума в период нахождения Подгорного на этом посту были расширены, что позволило Подгорному усилить свои позиции в Политбюро. В частности, Президиум Верховного Совета получил формальный контроль над деятельностью Совета Министров, с председателем которого Косыгиным Подгорный имел частые разногласия ввиду разных взглядов на экономическую политику. В 1965 году, находясь с визитом в Баку, выступил с речью, критиковавшей уклон советской экономики в сторону тяжёлой промышленности, за что был подвергнут критике Брежневым и Сусловым. Называл экспорт газа в западные страны «распродажей Сибири». В качестве формального главы советского государства активно занимался дипломатической работой, неоднократно выезжал за рубеж с официальными визитами.
На момент своей отставки Подгорный считался западными советологами вторым по влиянию членом Политбюро после Брежнева. Урезание полномочий Верховного Совета и его Президиума в проекте конституции 1977 года означало ослабление властных позиций Подгорного. 24 мая 1977 года Политбюро ЦК КПСС по предложению Григория Романова единогласно вывело Подгорного из своего состава, оставив его членом ЦК. 16 июня 1977 года Николай Подгорный подал в отставку с поста Председателя Президиума Верховного Совета СССР, выйдя на пенсию. Этот пост занял сам Брежнев, однако в связи с его занятостью для повседневного осуществления функций Председателя новой Конституцией была предусмотрена должность его первого заместителя, которую с 7 октября 1977 года занимал Василий Кузнецов.
После своей отставки Подгорный был подвергнут критике в советской прессе за его осуждение политики разрядки и экономической политики правительства относительно увеличения производства товаров народного потребления. С одной из картин Налбандяна, находившейся в Государственной Третьяковской галерее, изображение Подгорного было убрано. Уже в статусе члена ЦК Подгорный, по воспоминаниям бывшего посла Японии в СССР Т. Уомото, 7 ноября 1978 года присутствовал на приёме в Кремле в честь годовщины Октябрьской революции, где беседовал с Брежневым, Косыгиным и Громыко, которые демонстрировали Подгорному недоумение в связи с его присутствием.
А. С. Черняев в дневниках называл Подгорного «ничтожным» и «случайным» человеком, отмечал его честолюбивый характер. Николай Долгополов связывал его отставку в частности с тем, что он «возил вместе с собой на визиты, конечно в отдельном самолёте, персональную корову, одаривавшую его любимым молочком».
Скончался 11 января 1983 года в Москве. Похоронен на Новодевичьем кладбище.

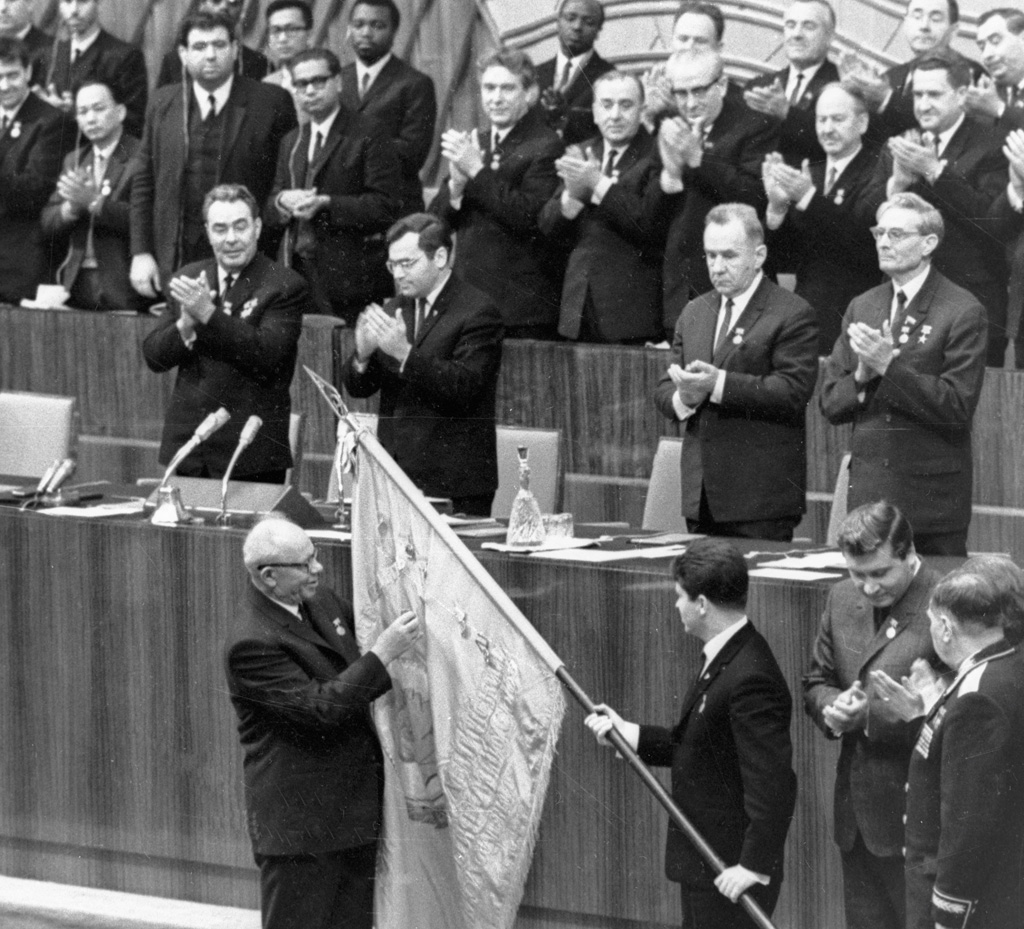
Подгорный (слева внизу) вручает орден Октябрьской Революции организации ВЛКСМ (25 октября 1968 года)

Могила Н. В. Подгорного на Новодевичьем кладбище Москвы.

## Личная жизнь
- Жена — Елена Алексеевна Подгорная (1908—1995).
- Дочь Леся Николаевна Наумова (1929) — биолог-селекционер.
- Сын Анатолий Николаевич Подгорный (1932—1996) — действительный член Национальной академии наук Украины. Возглавлял Институт проблем машиностроения Академии наук Украины. Одна из улиц города Харькова носит имя Академика Подгорного.
- Дочь Наталия Николаевна Подгорная (1945) — доцент кафедры глазных болезней Московской медицинской академии им. Сеченова.

Увлекался шахматами.

## Награды
СССР
- две медали «Серп и Молот» (16.02.1963, 16.02.1973)[2][3][23];
- пять орденов Ленина[2] (26.04.1957, 26.02.1958, 16.02.1963, 02.12.1971[24][25], 16.02.1973)[23];
- орден Трудового Красного Знамени[2] (23.01.1948)[23];
- медаль «За трудовую доблесть» (25.12.1959)[23];
- медали[2];
- знак «50 лет пребывания в КПСС».

Других стран
- Большая лента ордена Заслуг перед Польской Народной Республикой (1975);
- орден Белого льва (ЧССР) — 1970[23];
- орден Белой розы Финляндии (Финляндия);
- орден Звезды Сомали (Сомали);
- юбилейная медаль 2500-летия основания Персидской империи (Иран)
- орден «Георгий Димитров» (Болгария) — 1973[26];

## Киновоплощения
- Владимир Трошин в художественном фильме «Серые волки», 1993
- Юрий Кузьменков в телевизионном сериале «Брежнев», 2005

## Комментарии
1. ↑  Три года приписал себе во время гражданской войны, то есть в паспорте указано, что родился 18 февраля 1903 года[1].